# Готическая архитектура Чехии
Готическая архитектура Чехии (чеш. Gotická architektura v Česku) — одно из национальных направлений в европейском готическом стиле архитектуры, период развития чешской архитектуры, подразделяемый на три этапа: ранняя (Пршемысловская) готика (начало — конец XIII века), высокая (Люксембургская) готика (конец XIII — 2-я половина XV века) и поздняя (Ягеллонская или Владиславская) готика (70-е годы XV — начало XVI века). Важнейшие готические сооружения Чехии были возведены по инициативе королевского двора и влиятельнейших феодальных семей (Рожмберков, Пернштейнов и других), а также в результате строительства новых чешских городов. Чешская готика возникла под сильным влиянием архитектуры цистерцианских монастырских строений и классических принципов французской готики, постепенно развивая свой неповторимый архитектурный стиль, вобравший в себя особенности саксонской и подунайской архитектуры того периода. В процессе развития готической архитектуры Чехии были разработаны особые типы зданий, такие как двухнефные южночешские костёлы. Наиболее известными архитекторами чешской готики являются Петр Парлерж и Бенедикт Рейт.

## Период ранней готики

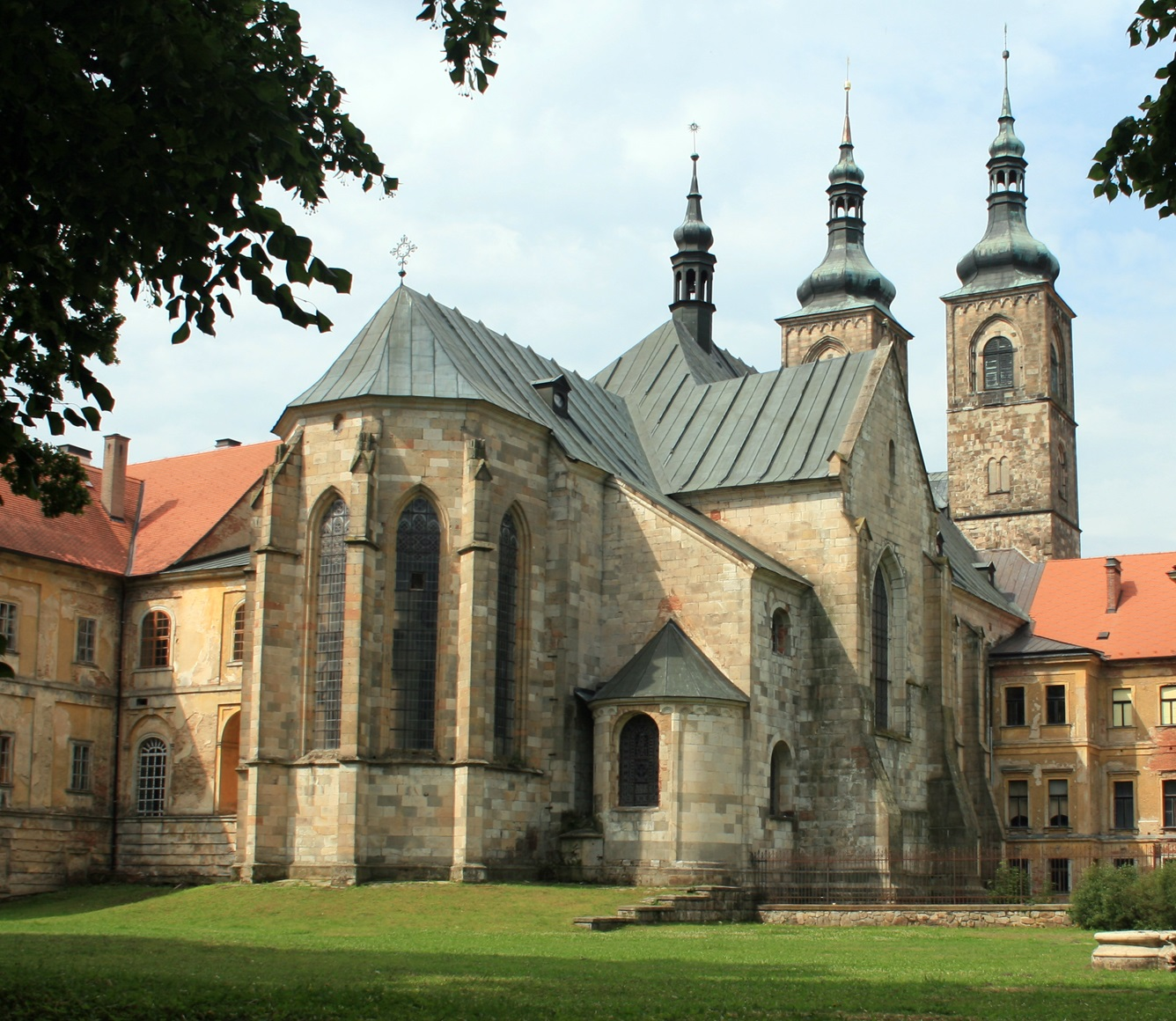
Костёл Благовещения Девы Марии в Тепельском монастыре премонстрантов — одно из первых монументальных сооружений ранней готики в Чехии (1232 год)

### Исторический контекст

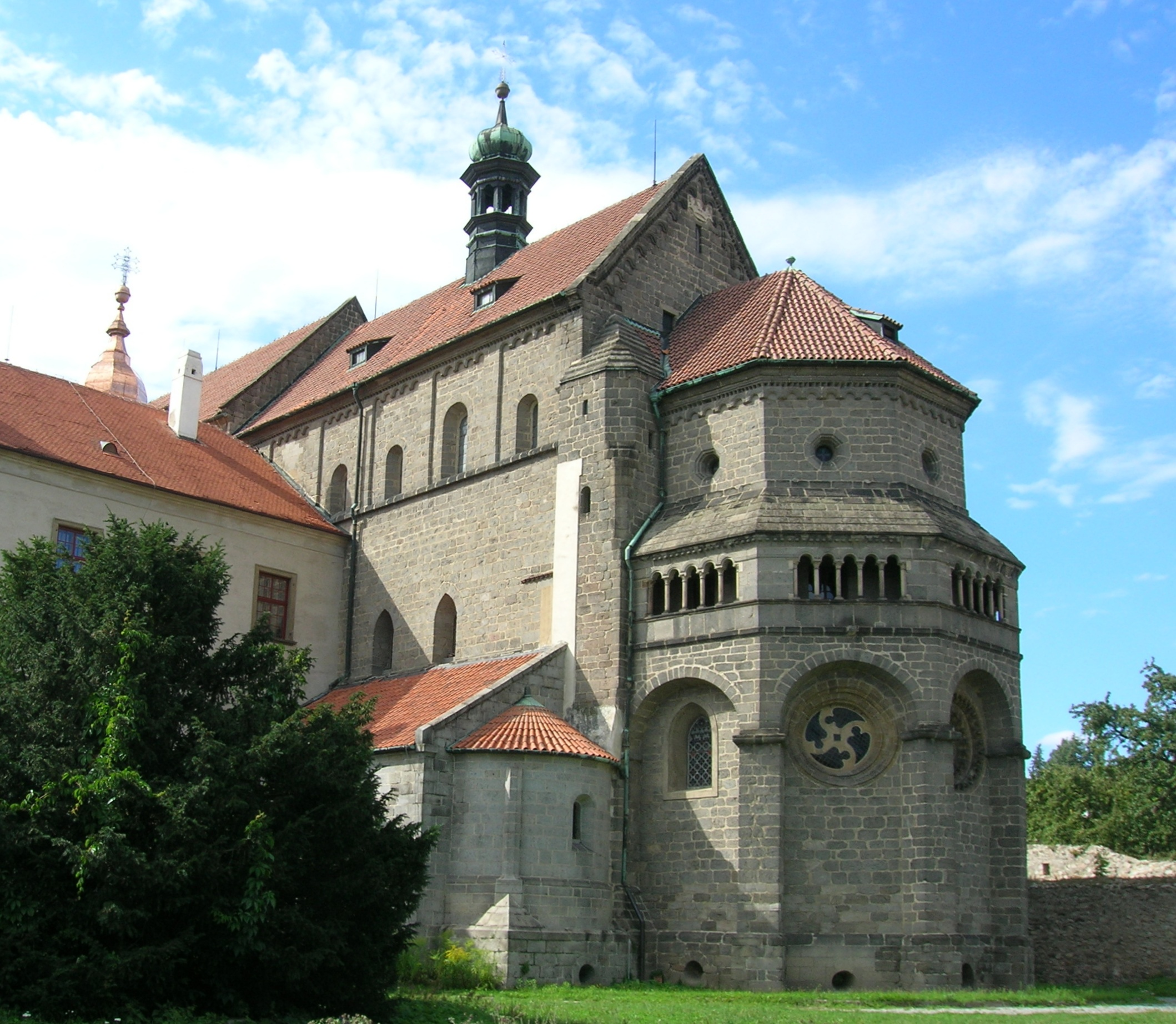
Костёл Вознесения Девы Марии в Тршебичском монастыре бенедиктинцев — пример смешения французской готики и романской архитектуры верхнерейнской области (середина XIII века)

Готика как направление искусства возникла в средневековой Чехии сравнительно поздно. В начале XIII века, когда готическая архитектура уже достигла своего расцвета во Франции и Германии, в чешскую архитектуру только начали проникать первые французские и немецкие готические элементы, которые возобладали над романской архитектурой в Чехии только к концу века. Первые памятники готической архитектуры в Чехии относятся ко 2-й четверти XIII века, т. е. к концу правления короля Пршемысла Отакара I (умер в 1230 году) и периоду правления его сына Вацлава I (1230—1253). Относительно позднее возникновение готической архитектуры в Чехии объясняется, прежде всего, отсутствием ещё в XII—XIII веках развитого самосознания чешских городов, в отличие, например, от Франции, где в этот период именно города стали коллективным заказчиком и вдохновителем готического искусства (в частности, каждый город старался превзойти другие великолепием своих готических храмов). В Чехии этого периода процесс градообразования ещё не закончился и социальное самосознание горожан находилось в процессе формирования. Именно по этой причине чешская готика возникла в XIII веке не как городское мирское, а как монастырское искусство, поскольку монастыри в то время пользовались особым покровительством королей и крупных феодалов Чехии (например, панов из Рожмберка).

### Монастырская готика
Первые строения переходного романско-готического типа в Чехии были сравнительно немногочисленны, ими стали храмы цистерцианских, францисканских, доминиканских и бенедиктинских монастырей (в частности, Анежского, Тепельского, Тршебичского и Тишновского монастырей). Первые монахи новых чешских монастырей, как правило, приглашались из монастырей Германии и Австрии. Вместе с монашескими братиями приходили артели мастеров, нёсшие с собой традиции готической архитектуры Западной Европы. В частности, орден цистерцианцев принёс с собой свой специфический тип готического храма, выработанный цистерцианцами на их родине в Бургундии. Особенностью этого типа было отсутствие башен и внешней опорной системы, а в Чехии этот тип храма был ещё более упрощён и приспособлен к местной романской традиции.
Первые строения в стиле ранней готики сочетали в себе традиционные массивные кубические черты романской архитектуры с новыми архитектурными приёмами Западной Европы, такими как готические рёбра сводов на консолях и резные ажурные оконные розы. Романские галереи и полукруглые апсиды боковых нефов сочетались в них с каркасной конструкцией готических сводов. Примером эклектики верхнерейнских романских черт и франко-бургундских раннеготических элементов стал возведённый в конце правления короля Вацлава I (1230—1253) монастырский костёл Вознесения Девы Марии в Тршебиче (ныне известный как базилика Святого Прокопа). Соединение в одной архитектурной композиции восьмичастного свода в завершении хора, слепых арок и галерей создают впечатление загромождённости интерьера, придавая ему сумрачную и массивную, ещё романскую пышность.
Красочным примером раннего влияния немецкой готической архитектуры в Чехии является сохранившийся до наших дней раннеготический портал «Небесные Врата» костёла Вознесения Девы Марии в монастыре цистерцианок Porta Coeli, основанного королевой Констанцией и её сыном королём Вацлавом I в селении Пршедкластержи недалеко от южноморавского города Тишнова (костёл был освящён в 1239 году). Портал, по всей видимости, был сооружён артелью саксонских мастеров. Вопреки аскетическим принципам цистерцианской архитектуры «Небесные Врата» были украшены двумя рядами скульптур апостолов на боковых откосах портала и рельефной композицией в тимпане. Исследователи отмечают поразительное сходство многоступенчатого с едва угадываемой стрельчатостью арок архитектурного строения портала и его скульптурного убранства (растительный орнамент, античные одежды скульптур апостолов) с порталом «Златые Врата» во Фрайбергском соборе в Саксонии (около 1230 года). Архитектурная концепция портала «Небесные Врата» обладает несовершенствами, присутствующими в подобных готических сооружениях Германии, которые возводили по образцу творений французской готики. Здесь нарушена основная идея французского готического портала — форма соединения статуй с колоннами. В данном случае статуи расположены не перед колоннами и даже не в специальных нишах, как во фрайбергском портале, а непосредственно перед углами уступов, что никак не соотносится с логикой строения готического портала во Франции. Как и во многих раннеготических сооружениях в портале «Небесные Врата» широко используются приёмы ещё романской архитектуры, что прежде всего относится к облику статуй апостолов.
|                                                                   |  |                                                                              |  |                                              |
| «Небесные Врата» (лат. Porta Coeli) костёла Вознесения Девы Марии |  | Тимпан портала «Небесные Врата» с рельефным изображением Христа-Пантократора |  | Скульптуры апостолов на левом откосе портала |

Поскольку в XIII веке чешское искусство, в том числе и архитектура, развивалось, главным образом, в монастырях, процесс художественного развития ранней чешской готики не мог протекать достаточно системно и динамично. Социокультурная замкнутость монастырей и их разбросанность по территории королевства приводили к фрагментарности и непоследовательности в прохождении чешской архитектурой основных этапов формирования готического искусства Европы. Разные по происхождению и архитектурным принципам монастырские артели мастеров, работавшие в разных частях Чехии в тот период, сменяли друг друга, не создавая при этом прочной архитектурной традиции. Неразвитость городов, замкнутость монастырей и центробежные устремления феодалов не позволяли ещё королям Чехии XIII — начала XIV веков использовать готическое искусство для достижения общегосударственных целей, что станет возможным лишь в следующем периоде — во время Люксембургской готики.

### Основные школы и типы

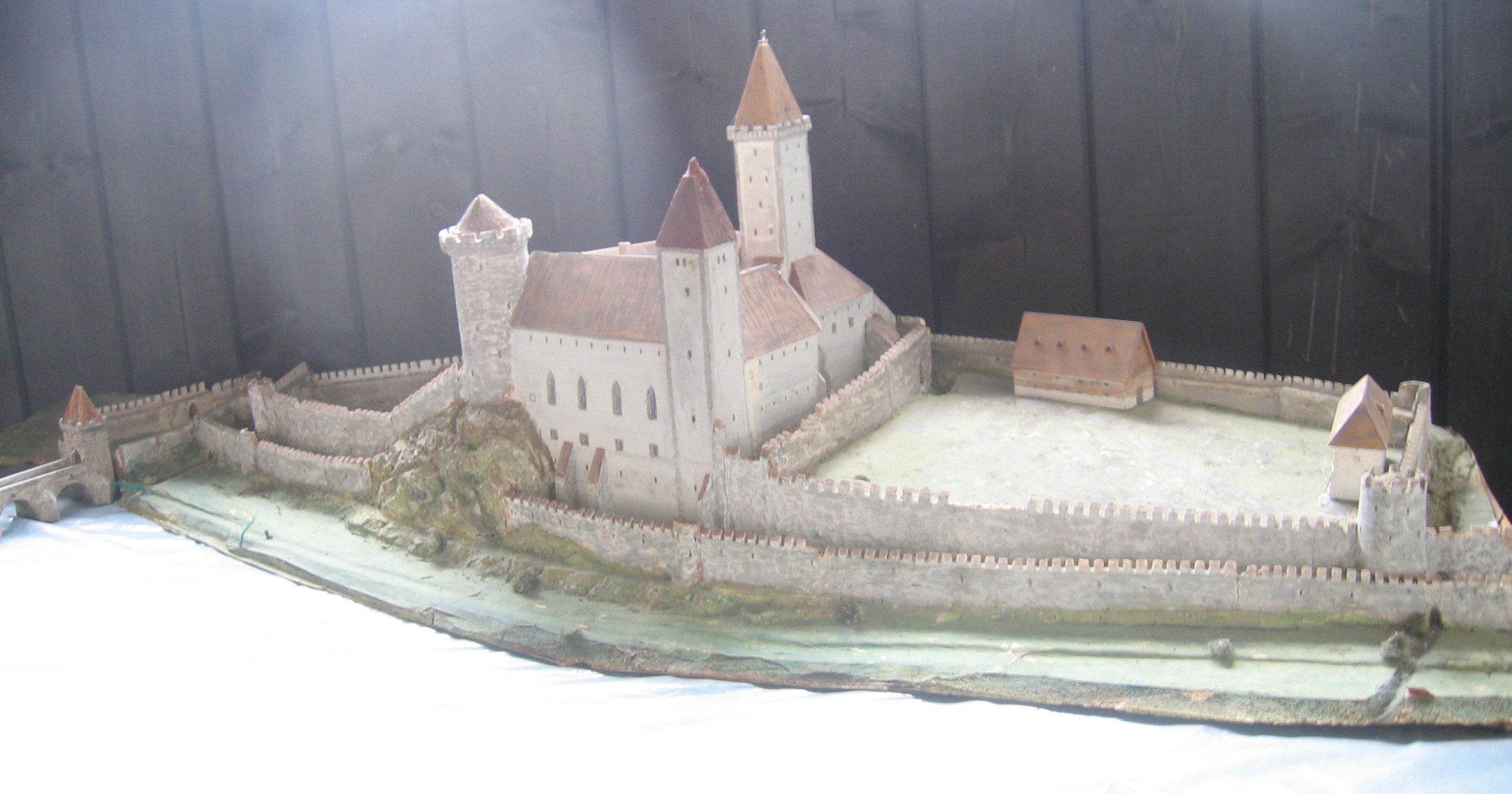
Королевский замок в Писеке (реконструкция первоначального облика) — пример южночешской школы готической архитектуры (2-я половина XIII века)

Уже на раннем этапе развития готики в Чехии сформировалось несколько школ готического искусства. Одной из них была южночешская школа готической архитектуры, дольше других сохранявшая архитектурные приёмы и особенности, присущие ранней готике. Готические сооружения этой школы, такие как королевский замок и костёл Рождества Девы Марии в Писеке, возведённые при короле Пршемысле Отакаре II (1253—1278), и замок Йиндржихув-Градец начала XIV века, отличались тяжеловесностью архитектурных форм и изяществом монументального декора. Однако наибольшее значение имела столичная школа готической архитектуры, развивавшаяся в Праге и прилегающих к ней районах (например, в Кутна-Горе).
В период ранней готики происходит формирование основных архитектурно-строительных типов чешской готической архитектуры, среди которых были двухнефные здания, трёхнефные базилики с надстроенным центральным нефом (например, храм Святого Варфоломея в Колине, достроенный уже в XIV веке), храмовые сооружения зального типа с нефами одинаковой высоты (например, костёл Воздвижения Святого Креста в Йиглаве). В 60-е годы XIII века в основанном Пршемыслом Отакаром II Златокорунском монастыре цистерцианцев был возведён величественный четырёхнефный храм Вознесения Девы Марии, а в 1290 году началось строительство пятинефного собора Вознесения Девы Марии и Святого Иоанна Крестителя в Седлецком монастыре. Перечисленные сооружения в большинстве своём обладали рядом схожих черт, среди которых можно выделить минимальное использование опорной системы аркбутанов, относительно скудное количество скульптуры и активное применение стенной росписи.
Своеобразным архитектурным типом ранней чешской готики является и двухнефная Пражская синагога, возведённая в последней трети XIII века королевскими каменщиками, работавшими неподалеку на строительстве Анежского монастыря. Простые формы и немного приземистые пропорции синагоги делают её сходной с готическими сооружениями Саксонии того же периода.

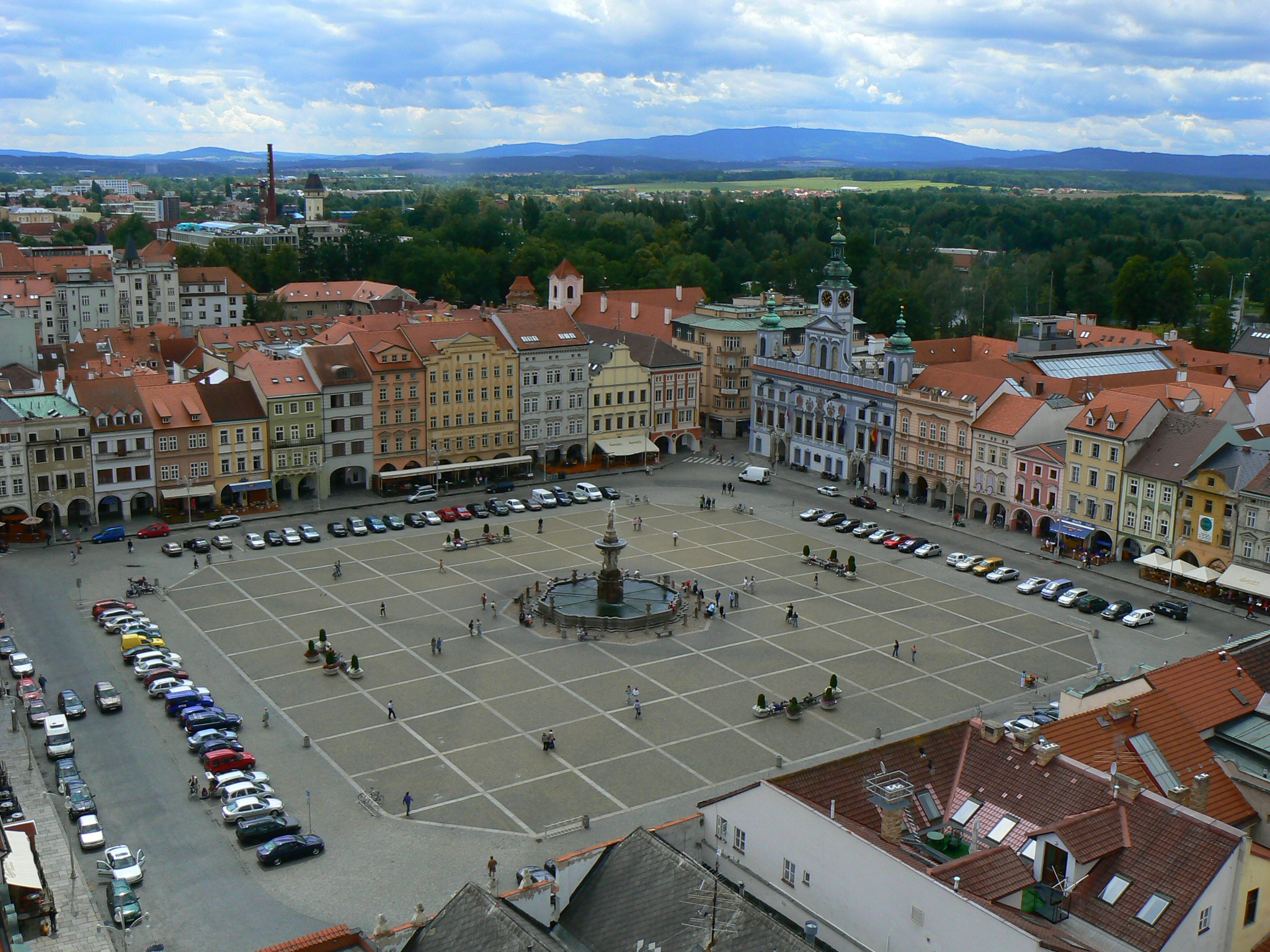
Площадь Пршемысла Отакара II в Ческе-Будеёвице — элемент чешского готического городского ансамбля (2-я половина XIII века)

Архитектурно-строительным типом светской готической архитектуры стал городской ансамбль, возникновение которого было обусловлено ростом старых и строительством новых чешских городов. Посреди городов или городских районов строилась главная площадь с городской ратушей и рынком, окруженная домами с лоджиями-галереями вдоль первых этажей, где горожане могли укрыться от непогоды (например, главная площадь города Ческе-Будеёвице). Городские улицы ориентировались на эту площадь и на городские ворота. Этот архитектурный тип продолжал широко использоваться при строительстве чешских городов в XV—XVI веках, что обусловило сохранившийся до наших дней неповторимый облик площадей старинных городов Чехии. Другим новых архитектурным типом стал готический замковый ансамбль: при строительстве больших, прежде всего, королевских замков отныне решались не только оборонительные задачи, но и постепенно достигалась цель превращения замка в представительную готическую резиденцию (например, королевские замки Звиков XIII века с двором, окруженным галереей, и Карлштейн, превращённый в следующем веке в величественную королевскую резиденцию)

## Период высокой готики

### Исторический контекст
В конце XIII — XIV веке Чешское королевство стало одним из самых экономически и культурно развитых государств Европы. В период правления первых королей династии Люксембургов в Чехии наивысшего подъёма достигают города, бурно развиваются ремёсла и торговля. Основание Пражского университета в 1348 году стало ярким свидетельством развития средневековой чешской науки и образования. Прогрессивные, жизнеутверждающие тенденции развития чешского искусства проявились в том числе и в чешской архитектуре. Обширные материальные ресурсы, сосредоточенные в руках чешских королей позволили широко использовать опыт других государств Европы, прежде всего Франции и Германии, благодаря чему готическая архитектура Чехии очень скоро достигла высокого уровня, получив свой неповторимый национальный характер. 30-е годы XIV века стали временем наивысшего расцвета чешских городов, который обусловил быстрое развитие светских гуманистических тенденций в чешском искусстве. Именно в этот период настал расцвет чешской готической культуры, прежде всего, готической архитектуры. Чешское искусство, преодолевая своё отставание от западноевропейского, становится частью европейского художественного развития, начав формировать свой собственный художественный стиль.
Неоднозначное значение для развития чешской архитектуры и искусства Чехии вообще имело правление короля Яна Люксембургского (1310—1346). С одной стороны, конфликт короля Яна с чешской знатью привёл к тому, что он фактически самоустранился он управления внутренней политикой Чешского королевства и сосредоточился на увеличении своих владений в других странах, что, в свою очередь, отвлекало ресурсы королевства на внешние войны и никак не стимулировало увеличение затрат королевской казны не только на возведение каких-либо новых архитектурных объектов, но и на поддержание уже существующих. В период правления короля Яна королевский дворец на Пражском граде ветшал в запустении, почти все королевские замки и крепости были заложены. Инициаторами строительства новых архитектурных сооружений по-прежнему оставались монастыри и поддерживавшие их представители чешской знати.С другой стороны, благодаря ориентированной на Запад политике Яна Люксембургского в период его правления происходит активное сближение чешского искусства с западноевропейским, особенно с искусством Франции и Италии, где большую часть своего времени проводил король Ян.

### Тенденция
Несмотря на то, что в 1-й трети XIV века главенствующую роль в чешском искусстве продолжали играть монастыри, готическое искусство продолжало активно развиваться. В этот период готика пришла и прочно укоренилась в чешской скульптуре и живописи, которые теперь сблизились с архитектурой по стилистическим признакам, став частью господствовавшего в Европе «постклассического» готического стиля. Этот стиль несколько отличался от «классической» европейской готики XIII века: создаваемые образы стали менее эмоционально окрашенными и содержательными, начинает преобладать сухость форм и стремление к их дематериализации, архитектурные и скульптурные мотивы приобретают стандартизированный вид, в качестве основного средства выразительности используется линия. Для Франции это стало началом оскудения и измельчания её монументальной соборной архитектуры, иначе говоря, классическая французская готика сделала определённый шаг назад. Однако для чешской архитектуры, которая «не успела» войти в период готической «классики», овладение постклассическим готическим стилем стало подлинным прорывом на пути сближения с западноевропейским искусством и давало чешской архитектуре возможность окончательно избавиться от элементов романской стилистики.

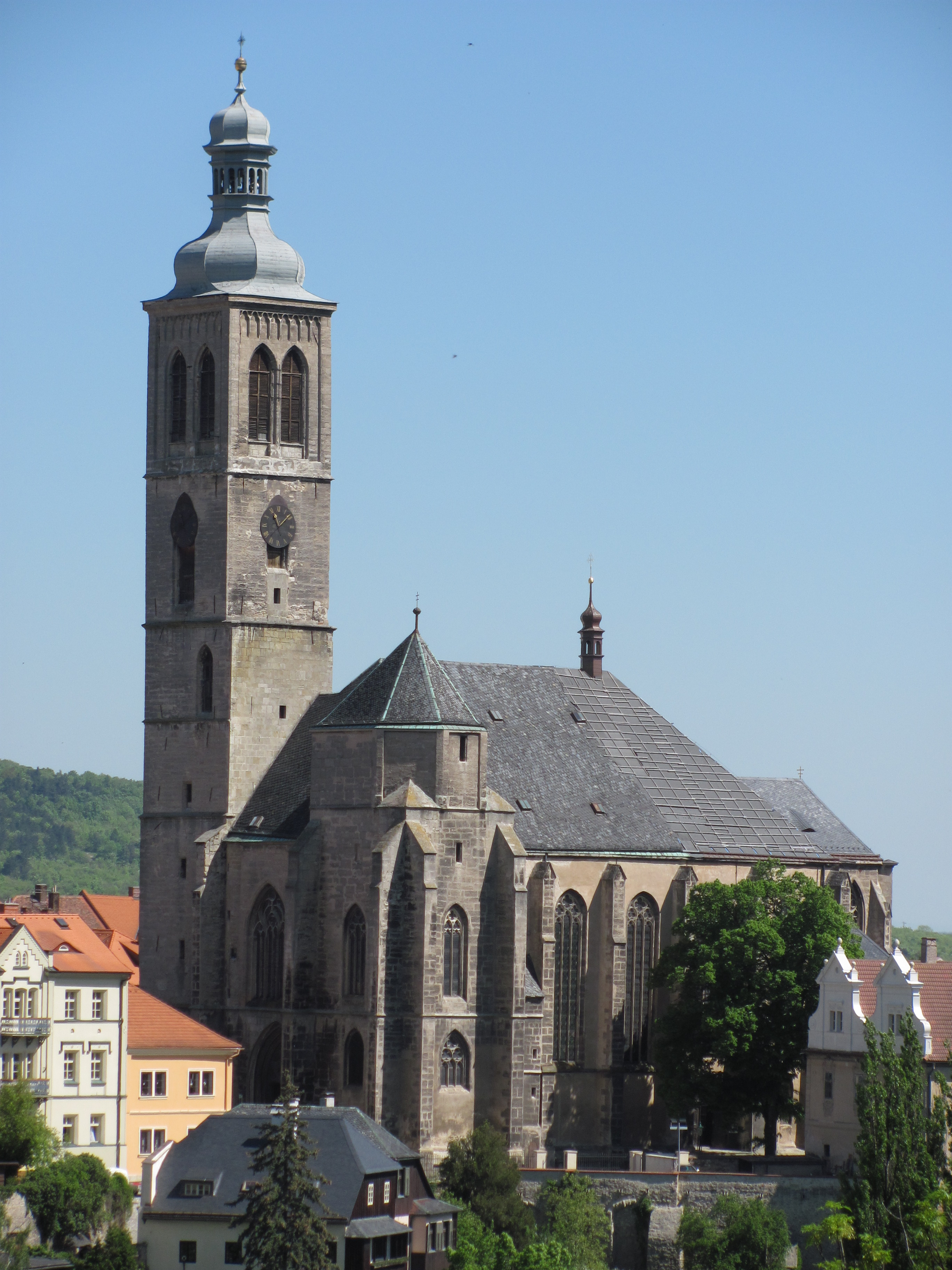
Костёл Святого Иакова Старшего в Кутна-Горе — типичный трёхнефный храм периода высокой готики в Чехии (высокие межоконные пилоны храма с внешней стороны усилены простыми контрфорсами), около 1330 года

Заметной тенденцией, возникшей в чешской архитектуре в конце XIII века, стало последовательное возрастание динамизации внутреннего пространства готических сооружений: увеличиваются размеры оконных проёмов, стены избавляются от романской тяжеловесности и активизируются вертикальной без горизонтальных цезур тягой. Форма самих тяг, рёбер сводов и консолей, столбов и колонн трансформируется из выпуклой в вогнутую, что ещё более точно определяет направление их линий. Экстерьер зданий украшается готическими элементами, такими как пинакли, фиалы, вимперги, создающими ощущение стремления конструкции вверх, к небесам. Впервые эти тенденции проявляются в уже конструкции храма Седлецкого монастыря цистерцианцев и капитульного зала Златокорунского монастыря конца XIII века, а в полной мере воплощаются в архитектуре костёла Святого Иакова Старшего в Кутна-Горе (около 1330 года) и капитульного зала Сазавского монастыря бенедиктинцев (около 1340 года).

### Основные типы
Основным и наиболее распространённым архитектурно-строительным типом стал трехнефный храм с более широким центральным и более узкими боковыми нефами. Эта конструкция усиливала впечатление пространственной мощи главного нефа, сближая базиликальный тип чешских готических сооружений с типом зального храма (например, трехнефный костёл Святого Иакова Старшего в Кутна-Горе). Применение трансепта в храмовом архитектурном типе распространения не получило, что придавало чешским готическим строениям ещё более строгий, величавый и целостный облик. Популярностью пользовались архитектурные типы небольшого двухнефного костёла, зальной капеллы и светского помещения в готическом стиле. Последние два типа включали в себя сложный каркасный свод с опорой на центральный столб-устой. В XIV веке в Чехии ещё не получило большого распространения применение продуманной системы вынесенных наружу опор, поэтому в большинстве готических сооружений нагрузка переносилась на мощные межоконные пилоны с примыкавшими к стене с внешней стороны простыми контрфорсами, что дополнительно придавало внешнему виду этих зданий суровости и мужественности.

### Готические соборы

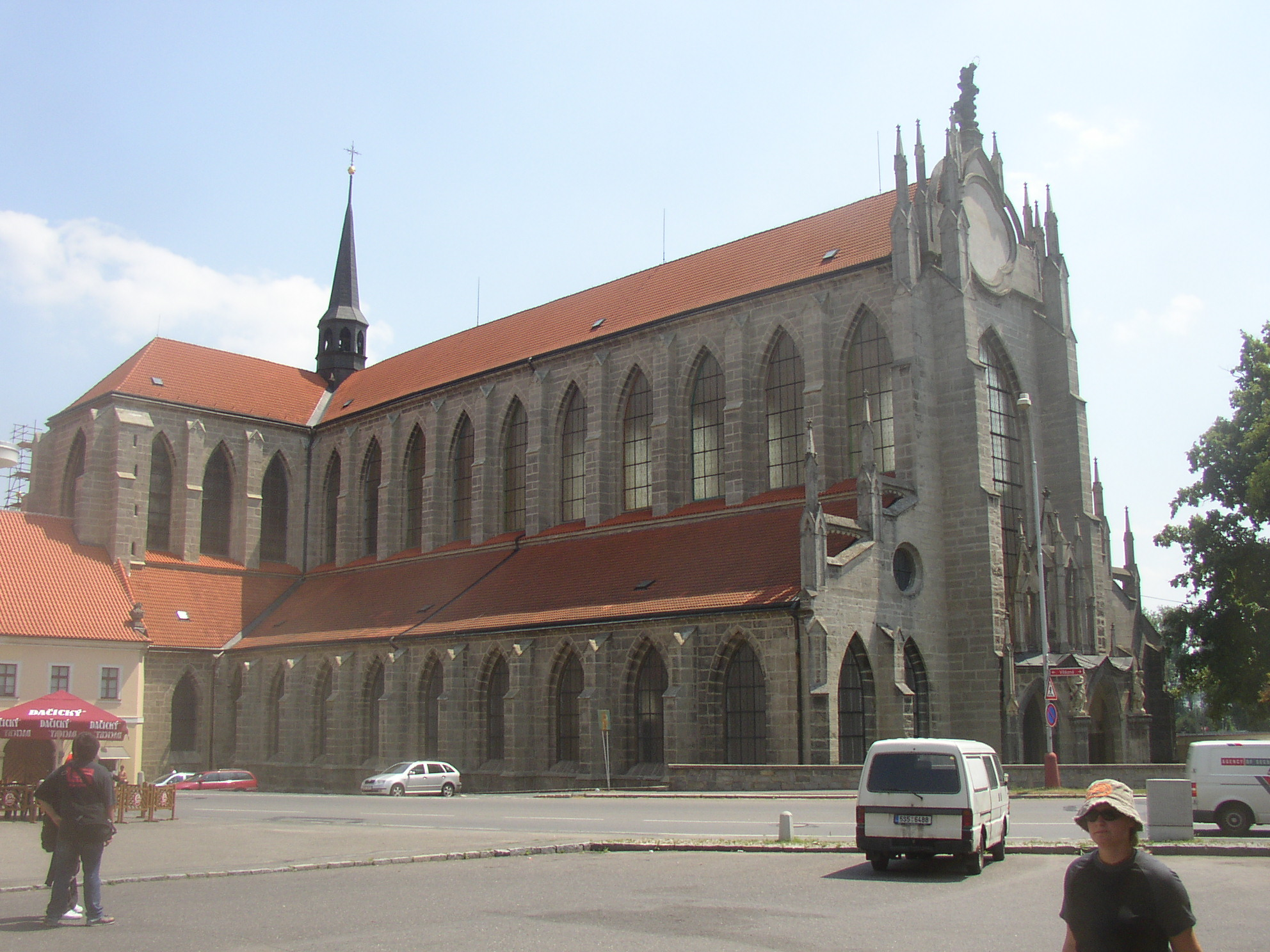
Собор Вознесения Девы Марии и Святого Иоанна Крестителя в Седлецком монастыре цистерцианцев — первое сооружение готического соборного типа на территории Чехии и Моравии (1320 год)

Архитектурный тип готического собора был принесён в Чехию в самом начале периода высокой готики монахами ордена цистерцианцев, однако этот тип по указанным выше причинам был впервые воплощён здесь не в форме городского собора, как во Франции, а в форме монастырского костёла. В Седлецком монастыре цистерцианцев близ Кутна-Горы в период с 1290 по 1320 годы был воздвигнут величественный готический храм, ныне известный как собор Вознесения Девы Марии и Святого Иоанна Крестителя. Готический стиль этого храма представляет собой комбинацию северофранцузской готической соборной архитектуры с немецкими готическими элементами. План и грандиозное внутреннее пространство храма отражает традиционный пафос французского готического собора: высота центрального из пяти его нефов составила 30 метров, его трансепт состоит из трёх нефов, а хор окружён обходом и венцом капелл. Седлецкий храм стал первым сооружением соборного типа и величайшим по размерам сакральным строением на территории Чехии и Моравии начала XIV века.